# CSKA Moskwa (piłka nożna)
PFK CSKA Moskwa (ros. ПФК ЦСКА Москва) – rosyjski klub piłkarski z siedzibą w Moskwie, występujący w rozgrywkach Priemjer-Ligi.
Jest to jeden z najstarszych klubów w Rosji. Należy także do najbardziej utytułowanych zespołów piłkarskich tego kraju: ma na swoim koncie 7 mistrzostw ZSRR oraz sześć mistrzostw Rosji oraz jeden Puchar UEFA.

## Historia
- 1911–1923: OLLS Moskwa (ОЛЛС (Общество любителей лыжного спорта) Москва)
- 1923–1928: OPPW Moskwa (ОППВ (Опытно-показательная площадка Всевобуча) Москва)
- 1928–1940: CDKA Moskwa (ЦДКА (Спортивный клуб Центрального дома Красной армии) Москва)
- 1941: Krasnaja Armia Moskwa («Красная Армия» Москва)
- 1942–1951: CDKA Moskwa (ЦДКА (Спортивный клуб Центрального дома Красной армии) Москва)
- 1951–1957: CDSA Moskwa (ЦДСА (Спортивный клуб Центрального дома Советской армии) Москва)
- 1957–1960: CSK MO Moskwa (ЦСК МО (Центральный спортивный клуб Министерства обороны) Москва)
- Od 1960: CSKA Moskwa (ЦСКА (Центральный спортивный клуб армии) Москва)

Historia moskiewskiego CSKA zaczyna się w 1911 roku, kiedy to przy Towarzystwie Miłośników Sportów Narciarskich (Общество любителей лыжного спорта, OLLS) została organizowana sekcja piłki nożnej. W tym samym roku drużyna piłkarska startowała w Mistrzostwach Moskwy.
W 1921 roku pierwszy raz zwyciężyła w jesiennych mistrzostwach Moskwy. Sukces ten powtórzyła w wiosennych mistrzostwach Moskwy w 1922.
W 1923 roku wszystkie towarzystwa sportowe zostały przekształcone na ustrój komunistyczny. Na bazie OLLS został organizowany Próbno-Pokazowy Plac Nauczania Ogólnego (OPPW), który był podporządkowany Armii Czerwonej. Zostały przekształcone też mistrzostwa Moskwy, w których zmagali się 8 drużyn i nazywali się Mistrzostwa Moskwy w klasie A.
W 1928 roku wszystkie oddziały OPPW zostały przekształcone w klub Centralnego Domu Krasnej Armii (CDKA). W 1935 roku CDKA zdobył ostatnie mistrzostwo Moskwy.
W 1936 roku klub debiutował w Klasie A Mistrzostw ZSRR, w której zajął 4. miejsce.
W 1946 roku pierwszy raz klub zdobył Mistrzostwo ZSRR. Następnie do 1951 roku była najlepszą drużyną mistrzostw, z wyjątkiem 1949, kiedy została wicemistrzem ZSRR.
W 1951 roku klub zmienił nazwę na Centralny Dom Sowieckiej Armii (CDSA).
W 1952 roku na bazie CDSA była pierwszy raz organizowana olimpijska reprezentacja ZSRR. W 1/8 finału Igrzysk Olimpijskich w Helsinkach reprezentacja zremisowała pierwszy mecz, a w powtórnym ustąpiła 1–3 reprezentacji Jugosławii. Za takie wyniki przyszła kara od władz komunistycznych. Klub rozformowano a piłkarzy przeniesiono do innych klubów.
Po śmierci Józefa Stalina jesienią 1953 roku klub został reaktywowany i w sezonie 1954 ponownie startował w Klasie A.
W latach 1957−1960 zespół nazywał się Centralny Sportowy Klub Ministerstwa Obrony (CSK MO), a w 1960 przyjął obecną nazwę CSKA.

Dopiero w 1970 roku klub zdobył kolejne Mistrzostwo ZSRR.

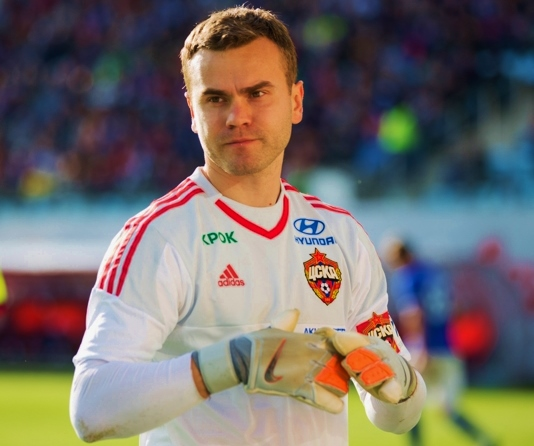
Igor Akinfeev - klubowa legenda

W sezonie 1984 zajął ostatnie 18. miejsce i pożegnał się z Wyższą Ligą. Dwa kolejne lata klub spędził w Pierwszej Lidze, potem sezon w Wyższej Lidze, i następne dwa sezony w Pierwszej Lidze.
W 1990 klub powrócił do Wyższej Ligi i został wicemistrzem ZSRR, a w 1991 roku zdobył historyczne ostatnie Mistrzostwo ZSRR.
W 1992 roku CSKA startował w Mistrzostwach Rosji w Wyższej Lidze, jednak długi czas nie mógł zdobyć mistrzostwa Rosji.
W lutym 2001 roku piłkarski klub CSKA został przejęty przez obecnych właścicieli, Blue Castle Enterprises Ltd oraz OAO AWO-Kapitał. Część akcji należy do tzw. dużego CSKA. Nowi właściciele od razu zaczęli inwestować zarówno w skład, jak i bazę treningową. W 2002 roku głównym trenerem CSKA został Walerij Gazzajew, z imieniem którego są związane późniejsze sukcesy klubu – pierwszy Puchar Rosji w tym samym roku i pierwsze mistrzostwo kraju rok później.
W marcu 2004 roku został ogłoszony kontrakt sponsorski z koncernem naftowym Sibnieft, którego głównym udziałowcem był Roman Abramowicz, opiewający na 54 miliony USD rozłożone na 3 lata. Wkrótce klub doszedł do największego sukcesu w swojej historii, w maju 2005 roku pokonując w finale Pucharu UEFA Sporting CP na stadionie Jose Alvalade w Lizbonie 3–1 i przechodząc do historii jako pierwszy rosyjski klub, który zdobył europejski puchar piłkarski.

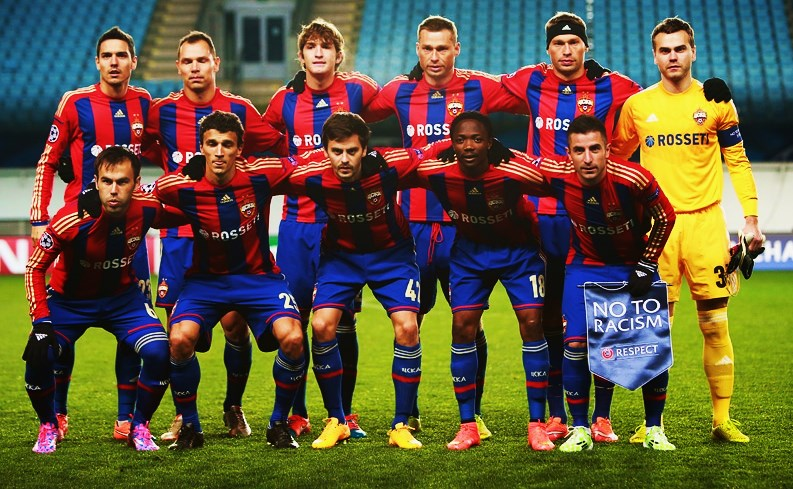
Drużyna CSKA przed meczem Ligi Mistrzów (2015)

Sukcesom na arenie europejskiej towarzyszyła też dominacją w kraju – w latach 2005−2006 drużyna dwukrotnie zdobyła zarówno mistrzostwo, jak i puchar krajowy. Kontrakt z Sibnieftem został rozwiązany pod koniec 2005 roku po tym jak koncern ten został przejęty przez Gazprom. Obecnie głównym sponsorem klubu jest spółka publiczna "Rosseti".

## Sukcesy

### Krajowe
| \| \| Zdobyte trofea w rozgrywkach Związku Radzieckiego (stan na: 1991 – rozpad ZSRR) \| |                                                                                 |      |                                          |
| Rozgrywki                                                                                | Osiągnięcie                                                                     | Razy | Sezon(y)                                 |
| Mistrzostwo                                                                              | I miejsce                                                                       | 7    | 1946, 1947, 1948, 1950, 1951, 1970, 1991 |
| Mistrzostwo                                                                              | II miejsce                                                                      | 4    | 1938, 1945, 1949, 1990                   |
| Mistrzostwo                                                                              | III miejsce                                                                     | 6    | 1939, 1955, 1956, 1958, 1964, 1965       |
| Puchar                                                                                   | zdobywca                                                                        | 5    | 1945, 1948, 1951, 1955, 1991             |
| Puchar                                                                                   | finalista                                                                       | 3    | 1944, 1967, 1992                         |
| II liga                                                                                  | I miejsce                                                                       | 2    | 1986, 1989                               |
| II liga                                                                                  | II miejsce                                                                      | 1    | 1985                                     |
| II liga                                                                                  | III miejsce                                                                     | 1    | 1988                                     |
|                                                                                          | Zdobyte trofea w rozgrywkach Związku Radzieckiego (stan na: 1991 – rozpad ZSRR) |      |                                          |

| \| \| Zdobyte trofea w rozgrywkach Rosji (stan na: 2025-06-20) \| |                                                          |      |                                                      |
| Rozgrywki                                                         | Osiągnięcie                                              | Razy | Sezon(y)                                             |
| · Mistrzostwo                                                     | I miejsce                                                | 6    | 2003, 2005, 2006, 2013, 2014, 2016                   |
| · Mistrzostwo                                                     | II miejsce                                               | 9    | 1998, 2002, 2004, 2008, 2010, 2015, 2017, 2018, 2023 |
| · Mistrzostwo                                                     | III miejsce                                              | 4    | 1999, 2007, 2012, 2025                               |
| · Puchar                                                          | zdobywca                                                 | 9    | 2002, 2005, 2006, 2008, 2009, 2011, 2013, 2023, 2025 |
| · Puchar                                                          | finalista                                                | 4    | 1993, 1994, 2000, 2016                               |
| · Superpuchar                                                     | zdobywca                                                 | 7    | 2004, 2006, 2007, 2009, 2013, 2014, 2018             |
| · Superpuchar                                                     | finalista                                                | 5    | 2003, 2010, 2011, 2016, 2023                         |
| Rosja                                                             | Zdobyte trofea w rozgrywkach Rosji (stan na: 2025-06-20) |      |                                                      |

### Międzynarodowe
| \| \| Zdobyte trofea w rozgrywkach międzynarodowych (stan na: 2018) \| |                                                               |      |                  |
| Rozgrywki                                                              | Osiągnięcie                                                   | Razy | Sezon(y)         |
| · Liga Mistrzów · (Puchar Europy)                                      | zdobywca                                                      | –    |                  |
| · Liga Mistrzów · (Puchar Europy)                                      | finalista                                                     | –    |                  |
| · Liga Mistrzów · (Puchar Europy)                                      | ćwierćfinalista                                               | 2    | 1992/93, 2009/10 |
| · Liga Europy · (Puchar UEFA)                                          | zdobywca                                                      | 1    | 2004/05          |
| · Liga Europy · (Puchar UEFA)                                          | finalista                                                     | –    |                  |
| · Puchar Zdobywców                                                     | zdobywca                                                      | –    |                  |
| · Puchar Zdobywców                                                     | finalista                                                     | –    |                  |
| · Puchar Zdobywców                                                     | ćwierćfinalista                                               | 2    | 1991/92, 1994/95 |
| · Superpuchar UEFA                                                     | zdobywca                                                      | –    |                  |
| · Superpuchar UEFA                                                     | finalista                                                     | 1    | 2005             |
| FIFA                                                                   | Zdobyte trofea w rozgrywkach międzynarodowych (stan na: 2018) |      |                  |

Inne
- Trofeo Villa de Gijon:
  - zdobywca (1): 1994
- Copa del Sol:
  - zdobywca (1): 2010
- La Manga Cup:
  - zdobywca (1): 2013
- Puchar Pierwogo Kanału w piłce nożnej:
  - zdobywca (1): 2007
- Nagroda Komitetu Kultury Fizycznej i Sportu ZSRR:

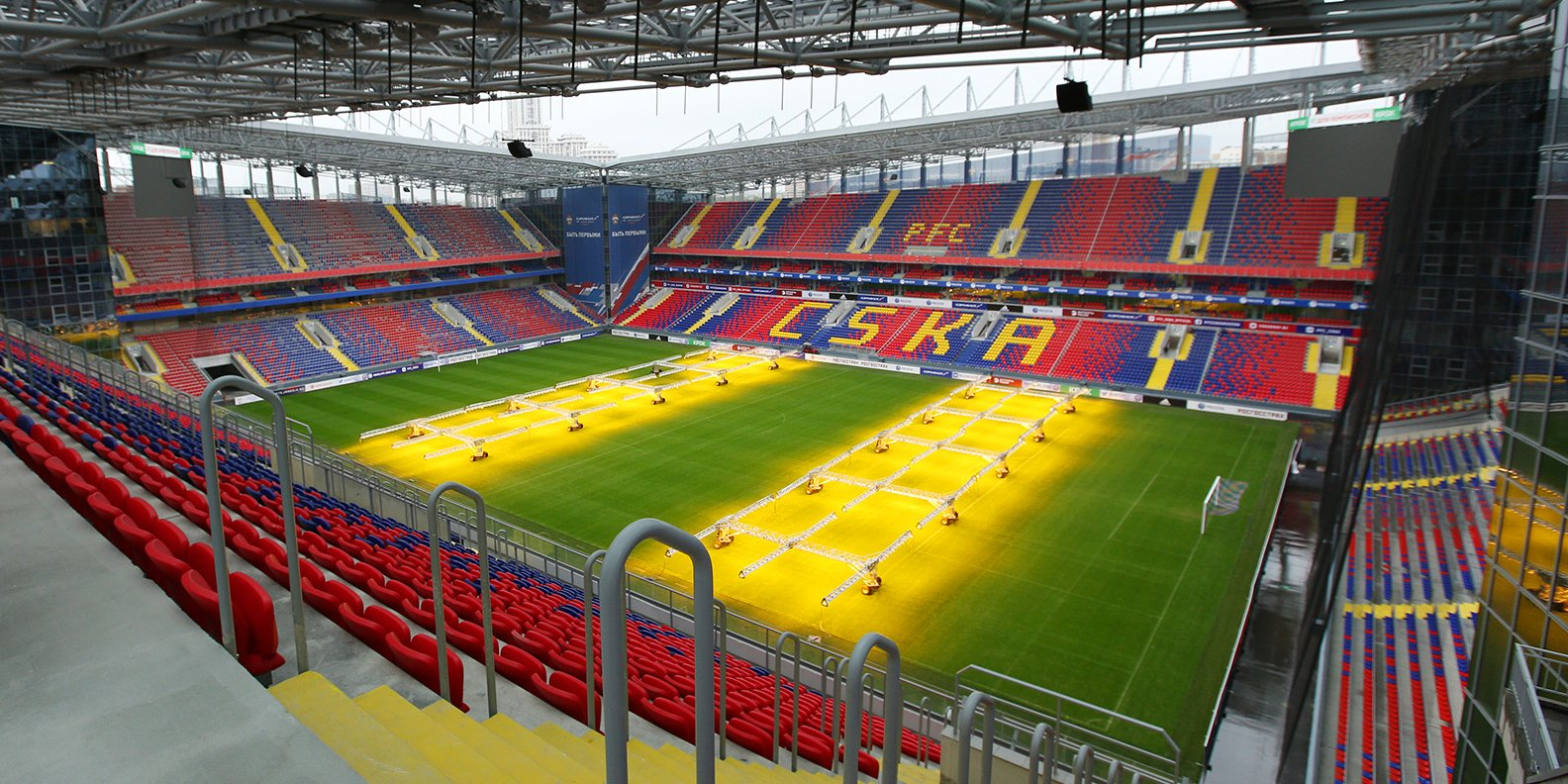
WEB Arena

  - zdobywca (1): 1952

## Stadion
Do 2013 roku klub grał swoje mecze domowe na Łużnikach, a w latach 2013–16 na stadionie w Chimkach koło Moskwy. Obecnie klub posiada własny stadion o nazwie WEB Arena.
Oficjalne otwarcie nastąpiło 10 września 2016 roku podczas meczu 6. kolejki Priemjer-Ligi z Terekiem Grozny, a pierwszą bramkę zdobył w 27. minucie Lacina Traoré.

## Obecny skład

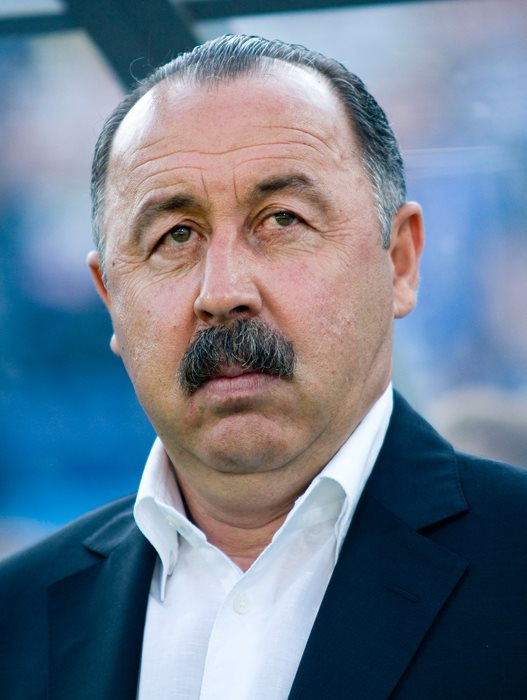
Walerij Gazzajew - trener, który zdobył z klubem Puchar UEFA 2005.

Stan na 19 czerwca 2022
| Nr | Poz. | Piłkarz                       |
| -- | ---- | ----------------------------- |
| 2  | OB   | Mário Fernandes               |
| 3  | OB   | Bruno Fuchs                   |
| 6  | PO   | Maksim Muchin                 |
| 8  | PO   | Jorge Carrascal               |
| 9  | NA   | Fiodor Czałow                 |
| 11 | NA   | Chidera Ejuke                 |
| 13 | OB   | Maksim Yeleyev                |
| 14 | OB   | Kiriłł Nababkin (wicekapitan) |
| 17 | PO   | Arnór Sigurðsson              |
| 18 | NA   | Lassana N’Diaye               |
| 19 | PO   | Baktijar Zajnutdinow          |
| 20 | PO   | Konstantin Kuczajew           |
| 21 | NA   | Adolfo Gaich                  |
| 22 | OB   | Milan Gajić                   |
| 25 | PO   | Kristijan Bistrović           |
| 28 | NA   | Jesús Medima                  |
| 29 | PO   | Jaka Bijol                    |

| Nr | Poz. | Piłkarz                   |
| -- | ---- | ------------------------- |
| 35 | BR   | Igor Akinfiejew (kapitan) |
| 41 | NA   | Egor Ushakov              |
| 42 | OB   | Gieorgij Szczennikow      |
| 45 | BR   | Danila Bokov              |
| 46 | NA   | Vladislav Yakovlev        |
| 49 | BR   | Vladislav Torop           |
| 52 | OB   | Vadim Konyukhov           |
| 53 | PO   | Zaur Tarba                |
| 62 | OB   | Wadim Karpow              |
| 78 | OB   | Igor Diwiejew             |
| 81 | NA   | Vitaly Zhironkin          |
| 91 | OB   | Anton Zabołotny           |
| 97 | NA   | Mikhaił Zabotkin          |
| 98 | PO   | Iwan Obljakow             |
| 99 | NA   | Illa Szkuryn              |
| -  | PO   | Gocha Gogrichiani         |

Zastrzeżone numery
- 12 – dla fanów klubu
- 16 –  Serhija Perchuna

## Trenerzy
- 1936  Pawieł Chałkiopow
- 1937  Michaił Ruszczynski
- 1938–1939  Konstantin Żybojedow
- 1940–1941  Siergiej Buchtiejew
- 1941  Piotr Jeżow
- 1943–1944  Jewgienij Nikiszyn
- 1944-1952  Boris Arkadjew
- 1954–1957  Grigorij Pinaiczew
- 1958-1959  Boris Arkadjew
- 1960  Grigorij Pinaiczew
- 1961–1962  Konstantin Bieskow
- 1963-1964  Wiaczesław Sołowjow
- 1964–1965  Walentin Nikołajew
- 1966-1967  Siergiej Szaposznikow
- 1967  Aleksiej Kalinin
- 1967–1969  Wsiewołod Bobrow
- 1970–1973  Walentin Nikołajew
- 1974  Władimir Agapow
- 1975  Anatolij Tarasow
- 1976–1977  Aleksiej Mamykin
- 1977–1978  Wsiewołod Bobrow
- 1979  Siergiej Szaposznikow
- 1980-1982  Oleg Bazylewicz
- 1982–1983  Albert Szestierniow
- 1984–1987  Jurij Morozow
- 1988  Siergiej Szaposznikow
- 1989–1992   Pawieł Sadyrin
- 1992–1993  Giennadij Kostyliew
- 1993−1994  Boris Kopiejkin
- 1994–1996  Aleksandr Tarchanow
- 1997–1998  Pawieł Sadyrin
- 1998−2000  Oleg Dołmatow
- 2000–2001  Pawieł Sadyrin
- 2001  Aleksandr Kuzniecow
- 2002–2003  Walerij Gazzajew
- 2004  Artur Jorge
- 2004–2008  Walerij Gazzajew
- 2009  Zico
- 2009  Juande Ramos
- 2009–2016  Leonid Słucki
- 2016-2021  Wiktar Hanczarenka
- 2021-  Ivica Olić